# Treviglio (stacja kolejowa)
Treviglio (włoski: Stazione di Treviglio) – stacja kolejowa w Treviglio, w regionie Lombardia, we Włoszech. Znajdują się tu 2 perony.
Leży na południe od starego miasta Treviglio i głównego dworca miasta, przekraczając średnią liczbę pasażerów dziennie z pobliską stacją Treviglio Ovest.
Budynek dworca jest połączony z peronami przez przejście podziemne, które pozwala na dotarcie do miasta, na południe od torów kolejowych.
| Treviglio                             |  |                                     |
| Linia Mediolan - Wenecja (33,143 km)  |  |                                     |
| Cassano d’Addaodległość: 5,991 km     |  | Vidalengo odległość: 4,003 km       |
| Linia Treviglio - Bergamo (0,000 km)  |  |                                     |
|                                       |  | Treviglio Ovest odległość: 1,344 km |
| Linia Treviglio - Cremona (64,576 km) |  |                                     |
| Caravaggioodległość: 5,034 km         |  |                                     |